# Yuzhni (Korenovsk)
Yuzhni (del ruso: Южный) es un jútor del raión de Korenovsk del krai de Krasnodar, en Rusia. Está situado 5 km al sur de Korenovsk y 54 km al nordeste de Krasnodar, la capital del krai. Tenía 720 habitantes en 2010.
Pertenece al municipio Korenóvskoye.